# Mein Freund, der nicht nein sagen kann
Mein Freund, der nicht nein sagen kann (deutscher Verleihtitel: Mein Freund Leopold) ist eine österreichische Filmkomödie von 1949 unter der Regie von Alfred Stöger. Die Hauptrollen sind neben Josef Meinrad mit Hans Olden, Inge Konradi und Elisabeth Markus besetzt.

## Handlung
Der Erzähler Dr. Hans Riedinger stellt seinen besten Freund Dr. Leopold Bachmann vor, mit dem er sich eine Wohnung teilt. Außerdem sind beide Steuerbeamte. Auch sonst unternehmen die Freunde viel gemeinsam. Leopold hat eine große Schwäche, er kann einfach nicht nein sagen. Dann kommt Riedinger darauf zu sprechen, wie das Unfassbare seinen Anfang nahm.
Ihre gemeinsame Hauswirtin Frau Dirrmoser, deren Tochter Franzi und Leopold hatten an diesem Abend dem Wein mehr zugesprochen, als ihnen gut tat, und so kam es zu einem Kuss zwischen Leopold und Franzi. Schnell machte das im Haus die Runde und Frau Dirrmoser sah keinen anderen Ausweg, um die Ehre ihrer Tochter zu schützen, als Leopold weiszumachen, dass er sich wegen des gestrigen Kusses mit ihrer Tochter verloben müsse. Auch Franzi war nicht gerade begeistert von dem Verlangen ihrer Mutter, da sie doch eine große Sängerin werden wolle.
Obwohl Leopold diese Verbindung keinesfalls wollte, riet man ihm von allen Seiten zu, dass er die Konsequenzen ziehen müsse, da er die junge Dame in Gegenwart anderer kompromittiert habe. So musste Leopold Abschied von seinen zahlreichen Freundinnen nehmen, was sich nicht immer einfach gestaltete und durch seine Unentschlossenheit sogar noch ausuferte.
Elfi war die erste, die er informieren wollte. Sie gab ihm jedoch keine Gelegenheit, da sie ununterbrochen redete und am Ende sogar noch davon sprach, dass man doch heiraten könne. Lola, die beim Theater arbeitet, war die nächste auf Leopolds Liste. Auf seiner Fahrt mit der Straßenbahn zu ihr machte Leopold dann die Bekanntschaft einer reizenden jungen Dame, von der er sofort beeindruckt war, die aber ausstieg, bevor er sie nach ihrem Namen fragen konnte. Da Lola auch zweigleisig gefahren war, machte diese Trennung insoweit weniger Schwierigkeiten. Auch die Trennung von Trude gestaltete sich einfacher als erwartet, da sie ihn ohrfeigte, nachdem sie einen Verkehrsprozess wegen seiner Aussage verloren hatte. Nach dieser Begebenheit traf er im Park seine schöne Unbekannte aus der Straßenbahn, die sich als Steffi vorstellte, wieder und lud sie sogleich zu einem Fußballspiel für den Sonntag ins Stadion ein. Am Sonntag sollte aber auch seine Verlobung mit Franzi gefeiert werden. Da er sich mit Franzi einig war, konnte er sich für den Nachmittag loseisen. Im Stadion traf er unvermittelt auch auf Elfi, die ihn zu ihrer Hochzeit mit dem sie begleitenden Rudi einlud. „Wieder eine“, dachte er sich. Im Anschluss an das Spiel begab er sich mit Steffi in den Park und vergaß im Gespräch mit ihr völlig die Zeit und seine anstehende Verlobungsfeier. Inzwischen trafen sämtliche geladenen Gäste ein und Frau Dirrmoser wusste nicht ein noch aus.
Durch ein Zusammentreffen im Park mit seinem Vorgesetzten erfuhr Steffi von der anstehenden Verlobung. Als sie sich von ihm abwenden wollte, fasste Leopold einen Entschluss, zum ersten Mal war er in der Lage nein zu sagen, nein zu der arrangierten Verlobung. Auch Frau Dirrmoser war eine Frau von schnellem Entschluss und drängte Dr. Hans Riedinger in die Rolle des Verlobten. Als Bachmann aufgebracht erschien und glaubte, man feiere seine Verlobung, klärte ihn sein Freund Hans auf, dass man zwar eine Verlobung feiere, aber die von Frau Dirrmoser und ihm.
Drei Jahre sind ins Land gezogen und Hans Riedinger hat seine damalige Entscheidung keinen Tag bereut und auch sein Freund, der nicht nein sagen konnte, ist überaus glücklich geworden mit seiner Steffi und dem gemeinsamen Kind.

## Produktionsnotizen, Veröffentlichung
Es handelt sich um einen Film der Wiener Mundus-Film Dr. Alfred Stöger (Wien), Helios-Film GmbH (Wien). Gedreht wurde im Atelier Wien-Sievering, die Außenaufnahmen entstanden in Wien. Die Filmbauten entwarf Fritz Jüptner-Jonstorff.
Am 16. Februar 1951 unterlag der Film in Deutschland einer FSK-Prüfung und wurde ab 12 Jahren freigegeben. Ein Feiertagsverbot wurde ausgesprochen.
Die Uraufführung des Films fand am 20. Dezember 1949 in Wien statt. Die Erstaufführung in Deutschland erfolgte am 14. März 1951 in München. Im deutschen Fernsehen lief der Film erstmals am 8. Oktober 1961 in der ARD. Der deutsche Verleihtitel war Mein Freund Leopold.

## Kritik
Im Lexikon des internationalen Films kam der Film nicht besonders gut weg. Dort war zu lesen: „Vom Drehbuch verkorkst, zieht sich das anfangs harmlos-muntere Lustspiel immer mehr in die Länge.“